# Годзішка (Сілезьке воєводство)
Годзішка (пол. Godziszka) — село в Польщі, у гміні Бучковиці Бельського повіту Сілезького воєводства.
Населення — 2267 осіб (2011).
У 1975-1998 роках село належало до Бельського воєводства.

## Демографія
Демографічна структура станом на 31 березня 2011 року:
|          | Загалом | Допрацездатний вік | Працездатний вік | Постпрацездатний вік |
| -------- | ------- | ------------------ | ---------------- | -------------------- |
| Чоловіки | 1117    | 244                | 745              | 128                  |
| Жінки    | 1150    | 203                | 713              | 234                  |
| Разом    | 2267    | 447                | 1458             | 362                  |